# Ciudad Cerralvo
Cerralvo ist eine mexikanische Stadt (ciudad) im gleichnamigen Municipio Cerralvo mit knapp 10.000 Einwohnern.

## Geografie
Der Ort liegt im Bundesstaat Nuevo León auf der Hälfte der Strecke zwischen dessen Hauptstadt Monterrey im Südwesten und Ciudad Mier am Rio Grande, der Grenze zu den Vereinigten Staaten, im Nordosten. Beide Orte sind je etwa 100 km entfernt. Im Norden liegt Vallecillo, im Süden Montemorelos, jeweils in ähnlicher Distanz.

## Geschichte
1582 gründeten Siedler um Luis de Carvajal y de la Cueva den Ort unter dem Namen Ciudad de León, das 1630 zu Ehren von Rodrigo Pacheco y Osorio in Villa de San Gregorio de Cerralvo umbenannt wurde.
Ursprünglich war die Gegend jedoch von Stämmen der Coahuiltec besiedelt, die Alonso De León noch 1649 in seinen allgemeinen Beschreibungen von indianischen Gruppen aufführt.
Während des Mexikanisch-Amerikanischen Kriegs war Captain Theophilus T. Garrard von 1847 bis 1849 hier stationiert.
Nach 2000 hat Enrique Aurelio Elizondo Flores, ein Auftragsmörder der Los Zetas, 48 Passagiere eines Busses in Cerralvo getötet.

## Städtepartnerschaft
Es besteht eine Partnerschaft zum ca. 150 km nördlich in  Texas, USA liegenden Laredo.